# Cullental
Cullental är inom matematiken ett naturligt tal på formen n · 2n + 1 (skrivet Cn). Cullental studerades först av Fr. James Cullen år 1905. Cullental är ett specialfall av Prothtal.

## Egenskaper
År 1976 visade Christopher Hooley att den naturliga densiteten av positiva heltal {\displaystyle n\leq x} för vilka Cn är ett primtal av ordningen o(x) för {\displaystyle x\to \infty }. I den meningen är nästan alla Cullental sammansatta. Hooleys bevis omarbetades av Hiromi Suyama för att visa att det fungerar för någon följd n · 2n + a + b där a och b är heltal, och i synnerhet även för Woodalltal.
De första talen i talföljden är:
1, 141, 4713, 5795, 6611, 18496, 32292, 32469, 59656, 90825, 262419, 361275, 481899, 1354828, 6328548, 6679881, … (talföljd A005849 i OEIS)
Sedan augusti 2009 är det största kända (prim)talet 6679881 × 26679881 + 1. Det är ett Megaprimtal med 2 010 852 siffror och upptäcktes av en PrimeGrid-deltagare från Japan.
Ett Cullental Cn är delbart med p = 2n − 1 om p är ett primtal av formen 8k − 3. och dessutom framgår det av Fermats lilla sats att om p är ett udda primtal, då är p delare av Cm(k) för varje m(k) = (2k − k) (p − 1) − k (för k  > 0). Det har också visats att primtalet p delar C(p + 1)/2 när Jacobisymbolen (2 | p) är −1, och att p delar C(3p − 1)/2 Jacobisymbolen (2 | p) är 1.
Det är okänt om det finns ett primtal p sådana att C- p är också primtal.

## Generaliseringar
Ibland identifieras ett generaliserat Cullental som ett tal av formen n · bn + 1, där n + 2 > b. Om ett primtal kan skrivas på den formen så är det ett generaliserat Cullenprimtal.
Sedan februari 2012 är det största kända generaliserade Cullenprimtalet 427194 × 113427194 + 1. Det har 877 069 siffror och upptäcktes av en PrimeGrid-deltagare från USA.